# Los que ayudan a Dios
Los que ayudan a Dios é uma telenovela mexicana, produzida pela Televisa e exibida em 1973 pelo El Canal de las Estrellas.

## Elenco
- Maricruz Olivier - Julia del Valle
- Kitty de Hoyos - Martha
- Alicia Rodríguez - Elena Casabal
- Norma Herrera - Alicia Castro
- Carlos Alberto Badías - Dr. Diego Padilla
- Fernando Luján - Fernando
- Claudio Obregón - Gustavo
- Raúl Meraz - Dr. Horacio Bertiz
- Rafael del Río - Luis
- Lupita Lara - Mili
- Elsa Cárdenas - Adriana
- Enrique Becker - Mauricio
- Julieta Bracho - Mayra del Valle
- Fernando Mendoza - Esteban Velasco
- Mónica Serna - Sonia
- Rocío Banquells - Valeria
- Ana Lilia Tovar - Mabel
- René Muñoz - Dr. César Grajales
- Javier Ruán - Daniel
- Alicia Bonet - Isabel
- Dolores Camarillo - Magda
- Julián Bravo - Daniel
- Fernando Palavicini - Ciro
- José Baviera - Javier Padilla
- Leopoldo Falcón - Sr. Castro
- Zully Keith - Lola
- Nubia Martí - Ana Lía
- María Martín - Leonor
- Carlitos Argüelles - Toño
- Rubén Rojo - Darío
- Félix Santaella - Ezequiel
- Tere Colon - Mara (Maria del Mar)